# موزه مین اوام‌ای‌آر
موزه مین اوام‌ای‌آر (انگلیسی: OMAR Mine Museum) در کابل، افغانستان قرار دارد، در این موزه مجموعه‌ای از ۵۱ نوع مین زمینی از ۵۳ مین مورد استفاده شده در آن کشور وجود دارد. اوام‌ای‌آر مخفف سازمان پاکسازی مین و احیا افغانستان است.

## مجموعه مین
این مجموعه شامل مهمات منفجر نشده، بمب‌های خوشه‌ای و بمب‌های ایر‌دراپ است که در جنگ افغانستان استفاده شده است. این موزه به گروه‌های دانش‌آموزان مدرسه آموزش می‌دهد تا مهمات منفجر نشده از جمله مین‌های زمینی و بمب‌های خوشه‌ای جنگ‌های تاریخی و جاری در افغانستان را شناسایی و از آن اجتناب کنند. این موزه در حمله ۱ ژوئیه ۲۰۱۹ آسیب جدی دید.
این موزه همچنین انواع دیگر جنگ‌افزارهای نظامی جنگ‌های دهه‌های اخیر در افغانستان از جمله توپخانه، موشک‌های زمین به هوا و مجموعه‌ای از هواپیماهای نظامی شوروی را به نمایش می‌گذارد.
به دلایل امنیتی، موزه برای بازدیدکنندگان عادی باز نیست. تمام قرار ملاقات‌ها باید از طریق دفتر اصلی اوام‌ای‌آر انجام شود.